# Chaetonotus trispinosus
Chaetonotus trispinosus är en djurart som tillhör fylumet bukhårsdjur, och som beskrevs av Francesco Balsamo 1990. Chaetonotus trispinosus ingår i släktet Chaetonotus och familjen Chaetonotidae. Inga underarter finns listade i Catalogue of Life.